# Groveland (Massachusetts)
Groveland é uma vila localizada no condado de Essex no estado estadounidense de Massachusetts. No Censo de 2010 tinha uma população de 6.459 habitantes e uma densidade populacional de 265,36 pessoas por km².

## Geografia
Groveland encontra-se localizado nas coordenadas 42° 45′ 14″ N, 71° 00′ 57″ O. Segundo o Departamento do Censo dos Estados Unidos, Groveland tem uma superfície total de 24.34 km², da qual 23.01 km² correspondem a terra firme e (5.47%) 1.33 km² é água.

## Demografia
Segundo o censo de 2010, tinha 6.459 pessoas residindo em Groveland. A densidade populacional era de 265,36 hab./km². Dos 6.459 habitantes, Groveland estava composto pelo 97.38% brancos, o 0.48% eram afroamericanos, o 0.08% eram amerindios, o 0.91% eram asiáticos, o 0.03% eram insulares do Pacífico, o 0.26% eram de outras raças e o 0.85% pertenciam a duas ou mais raças. Do total da população o 1.32% eram hispanos ou latinos de qualquer raça.